# Albert Balestre
Albert Balestre, né le 24 janvier 1850 à Nice (alors province de Nice du royaume de Sardaigne) et mort le 10 mars 1922 à Nice (Alpes-Maritimes, France), est un professeur de médecine français et un notable et érudit niçois de la fin du XIXe siècle.

## Biographie
Il fait ses études secondaires au lycée de Nice puis fréquente la Faculté de médecine de Montpellier où il obtient son diplôme de docteur agrégé. En 1875, de retour à Nice, il est médecin des Hospices, et en 1886, il crée le Bureau municipal d’hygiène, rue de l'Hôtel des postes, et devient médecin en chef de l’hôpital Saint-Roch puis, en 1890, chef du service départemental de l'Assistance et de l'Hygiène publique.
Il s’engage également dans la politique locale et participe activement à l'éviction d'Alfred Borriglione. Il soutient la candidature de François Régis Alziari de Malaussène dont il devient le premier adjoint ; il est aussi élu conseiller général du canton de Nice-Est. Cependant, il abandonne progressivement ses mandats électifs du conseil municipal et de l'assemblée départementale pour se consacrer entièrement à la médecine et à l'hygiène.
Personnage incontournable de la vie azuréenne, il préside plusieurs associations comme l’Acadèmia Nissarda, les Médecins et Chirurgiens des Hospices de Nice, les Anciens Élèves du Lycée, la Société des Lettres, Sciences et Arts, la Fédération des syndicats d'Initiatives… Sous leur égide, il publie divers ouvrages médicaux et culturels.
En 1933, une décision du conseil municipal donne son nom à une rue du centre-ville.

## Distinctions
- Officier d'académie (1886)
- Officier de l'Instruction publique
- Officier de la Légion d'honneur (1920)

## Publications
- Assainissement de Nice, Giletta impr. 1887, Nice.
- Projet de réforme des hôpitaux de Nice, SI : S.n, 1890, Nice.
- (avec A. Gilletta de Saint-Joseph) Étude sur la mortalité de la première enfance dans la population urbaine de la France de 1892 à 1897 sur Gallica, Paris, Octave Doin, 1901.
- Le Progrès de l’hygiène à Nice, en collaboration avec le docteur Grinda, Barma impr. 1911, Nice.
- Guide de la Côte d’Azur, Société d’imprimeries du littoral, 1905 et 1907, Cannes.
- Promenade à Cimiez, Société des Lettres, des Sciences et des Arts, 1912, Nice.
- Séjour de Napoléon à Nice en 1794, Société des Lettres, des Sciences et des Arts, Nice.